# Distretto di Sajnšand
Il distretto di Sajnšand è uno dei quattordici distretti (sum) in cui è suddivisa la provincia del Dornogov', in Mongolia. Conta una popolazione di 20.480 abitanti (censimento 2009). 